# 新加坡的菲律賓人
新加坡的菲律賓人，是指居住在新加坡的菲律賓公民。人口约175,000人。

## 人口
2004年，新加坡的大多數菲律賓人都是家庭工人。截至2009年，菲律賓共有163,090名公民居住在新加坡，2010年至2012年間，新增加了約45,450名菲律賓人。
菲律賓籍新加坡公民的人數很難確定，因為移民與關卡局將之正式算作“其他”種族的成員。截至2007年，估計有80,000在新加坡的菲律賓人從事家庭傭工工作，另有12,000人在信息技術行業工作。比1995年略有上升，估計當時約有75,000名來自菲律賓的家庭傭工在新加坡工作。
近年來，除出任家庭工人外，其他新加坡的菲律賓人則擔任護士，銀行職員，百貨商店的銷售助理或演藝人員，然而，其中只有27,000人在菲律賓選舉中登記投票。
除居民外，2008年約有460,000名菲律賓遊客來到新加坡。

## 爭議

### 2014年菲律賓獨立日事件
2014年5月，由於網上出現批評在新加坡主要購物區烏節路舉行慶祝活動，菲律賓獨立日慶祝計劃被取消。

### 陳篤生醫院謢士事件
2015年1月，為陳篤生醫院工作的菲律賓護士Ello Ed Mundsel Bello（也稱為Edz Ello）被解職。他被指控於同年4月在其社交媒體賬戶上發布反新加坡言論。
他的言論立即傳播開來，導致“網民”向警方報案。在他的評論傳出病毒之後，他的雇主陳篤生醫院進行了內部調查。他還被要求協助進行警方調查。然而，他只承認向醫院調查小組和警察部隊發布了一些攻擊性評論，然後他聲稱他的社交媒體帳戶被“黑客攻擊”，“黑客”使用他的社交媒體帳戶發布了攻擊性評論。
警方的調查顯示，所有評論都是由Edz Ello提出的，而且他的帳戶並沒有像他之前告訴警方那樣遭到黑客攻擊。網民們也證明，這不是他第一次發表此類帖子。2015年4月7日，Ello Ed Mundsel Bello被捕並被指控犯有3項向警方作偽證的罪名，以及2項公佈煽動性陳述的罪名。這導致Facebook上的在線請願書驅逐護士。2015年9月21日，Bello被判處4個月監禁。